# Håkan Möller (musiker)
För andra betydelser, se Håkan Möller.
Bror Håkan Möller, född 22 februari 1951 i Gävle, är en svensk musiker och kompositör. Håkan Möller har varit engagerad vid Pistolteatern och hans musik finns representerad i ett antal olika filmer.
Han är sedan 2002 gift med skådespelaren Annmari Kastrup (född 1954). Han har med skådespelaren Kim Anderzon sonen Andrej Anderzon Möller (född 1976), som också är musiker.

## Diskografi
- 1983 – Alice[4]

## Filmmusik
- 1985 – Den tragiska historien om Hamlet – prins av Danmark (TV-serie)
- 1987 – Don Juan
- 1989 – Kvinnorna på taket
- 1992 – Minnen från Kaldabanan
- 1996 – Vredens barn
- 1999 – Vägen hem
- 2001 –	Switch Off